# Amt Böckelheim

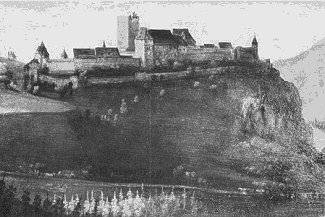
Burg Böckelheim, Aquarell aus dem 17. Jahrhundert

Das Amt Böckelheim war seit 1281 ein kurmainzisches Amt, das nach dem Kauf der Burg Böckelheim durch den Erzbischof Werner von Eppstein im Jahr 1278 eingerichtet wurde.
Das Amt bestand aus der Burg Böckelheim und der Stadt Sobernheim.
Im Jahr 1466 verkaufte Erzbischof Adolf von Nassau die Burg mit den dazugehörenden Orten dem Pfalzgrafen Ludwig I., der sie 1471 an den Kurfürsten Friedrich I. abtreten musste.
Bis 1798 blieb Böckelheim ein kurpfälzisches Amt.